# Insulele Noua Siberie

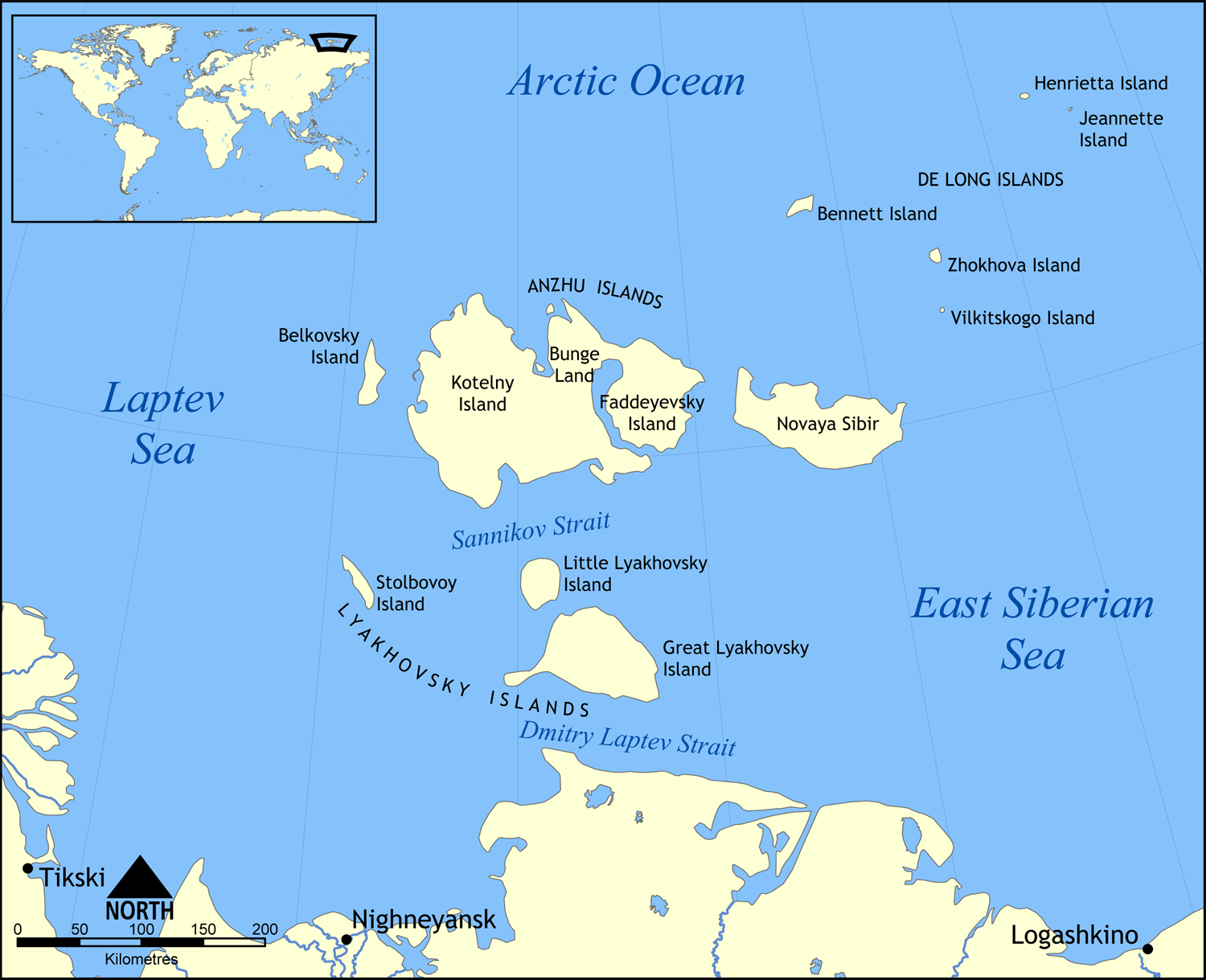
Harta arhipelagului

Insulele Noua Siberie (rusă: Новосиби́рские острова, Novosibirskiye Ostrova) este un arhipelag în partea nordică extremă a Rusiei, situat între Marea Laptev (la vest) și Marea Siberiană Orientală (la est) și la nord de Republica Iacutia.